# Ночные приключения Яна Ольбрахта и Каллимаха
«Ночные приключения Яна Ольбрахта и Каллимаха» или «Несчастные ухаживания Яна Ольбрахта» (пол. Nocne przygody Jana Olbrachta z Kallimachem (Nieszczęśliwe zaloty Jana Olbrachta)) — картина польского художника Яна Матейко на исторический сюжет, созданная в 1881 году. Хранится в частной коллекции.
На картине изображена сцена из юности Яна Ольбрахта, старшего сына короля польского и великого князя литовского Казимира IV Ягеллончика, унаследовавшего после смерти отца польскую корону. Каллимах — прозвище Филиппо Буонаккорси, итальянского гуманиста, ближайшего друга Яна Ольбрахта.